# Miarinarivo
18°57′39″S 46°54′13″Ø / 18.96083°S 46.90361°Ø
Miarinarivo er lille by der ligger centralt på  Madagaskar. Den er 60 km  i luftlinje (89 km af vej RN 1) vest for hovedstaden Antananarivo. 
Den lille by ligger på en bakke i  Madagaskars højland, og har et areal på 11 km² og en befolkning på omkring 15.000 mennesker.
Byen ligger i provinsen  Antananarivo og er regionshovedstad i Itasy. Siden 1933 har der været en katolsk mission, som fra 1955 har været bispesæde
Som administrationsby for en region er hovedparten af indbyggerne , 75 % af de erhvervsaktive statsansatte. Der er to bankfilialer, undervisningsinstitutioner og mindre håndværksvirksomheder.